# Плешанов, Павел Фёдорович
Па́вел Фёдорович Плеша́нов (18 [30] мая 1829, Санкт-Петербург — 9 [21] ноября 1882, там же) — русский живописец, ученик Фёдора Бруни, представитель петербургского академизма пореформенной эпохи; мастер исторической картины и портретист. Академик (с 1856) и профессор (с 1869) Императорской Академии художеств.

## Биография
Сын богатого ростовского купца 1-й гильдии, Фёдора Максимовича Плешанова (3 ноября 1795 — 28 октября 1867), имевшего миллионные обороты в Петербурге.

### Учёба в Академии художеств
Плешанов вырос в роскоши и, считая себя вполне обеспеченным на всю жизнь, окончив курс в Петербургском коммерческом училище, решил посвятить себя искусству и поступил в 1848 году в Академию художеств, по классу живописи, одновременно с этим занимаясь частными уроками у профессора Фёдора Антоновича Бруни. Последний очень полюбил юношу за его «доброе и нежное сердце» и, смотря на его занятия искусством как на благородную страсть богатого любителя, не лишенного при этом способностей, хотя и не первоклассных, старался всячески поощрять его, относясь к нему снисходительнее, чем к его товарищам, которым, как специалистам-художникам, предстояло проложить себе дорогу упорным трудом.
В 1851 году Академия выразила молодому художнику похвалу за программу: «Юдифь при выходе из городских ворот». В следующем году он получил первую серебряную медаль «за успехи в живописи» за картину «Пробуждение женщины».

### Основные работы Плешанова

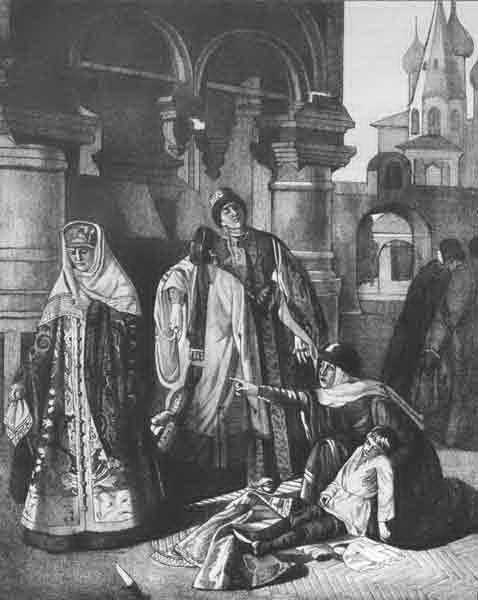
Убиение царевича Димитрия. Снимок с картины П. Ф. Плешанова. 1890 год.

В 1853 году заслужил похвалу «за достоинство композиции и эффект в написанной им картине „Андромаха оплакивает тело Гектора“», хотя в протоколе Академии занесено, что император Николай I, при посещении выставки, остался недоволен этой картиной.
В 1854 году Плешанов написал картину: «Пророк Елисей, воскрешающий сына вдовицы», обладавшую строгим академическим сочинением, где всё расположено по требованию тогдашней композиции и все аксессуары прилично подобраны, но тем не менее автору присуждена была вторая золотая медаль. В следующем году, за программу: «Христос в доме Марфы и Марии», вместо первой золотой медали, Плешанов получил только «похвалу» и звание художника XIV класса.
На следующий год ему было присуждено звание академика за программу «Иерей Сильвестр пред Иоанном Грозным во время большого московского пожара, 24-го июня 1547 года» (ныне в Русском музее). После этого, по совету Ф. А. Бруни, Плешанов поехал в Рим, где прожил два года, продолжая пользоваться советами своего профессора. По его же совету, им была написана там картина: «Ослепление Савла на пути в Дамаск», находящаяся теперь в церкви Покрова Пресвятой Богородицы, в Ростове.
В 1863 году Плешанов опять получил от Академии «похвалу» за картину: «Блудница пред Спасителем».
В 1865 году он исполнил лучшую свою работу — портрет отца, Ф. М. Плешанова (ныне в Русском музее), а в 1869 году получил звание профессора за картину, написанную на выбранный им самим сюжет: «Убиение Дмитрия царевича в Угличе», приобретенную в Императорский Эрмитаж за 3800 рублей.

### Работа в Академии художеств
В 1867 году умер отец Плешанова. После этого в руках старшего брата художника всё состояние исчезло сразу, и сыновьям бывшего богача пришлось перебраться из роскошно обставленного собственного дома-особняка в казённую квартиру в Академии, где, на их счастье, к тому времени П. Ф. Плешанову удалось получить место преподавателя, для деятельности которого он не был пригоден ни по своему характеру, ни по увлечениям, ни даже по образованию, а был вынужден приняться за неё из-за необходимости добывать средства к жизни.
Впрочем, служебная карьера его шла вполне успешно: в 1875 году он был приглашен присутствовать в заседании Академического совета, а в 1877 году — назначен сверхштатным членом Совета. В следующем году, после смерти Л. П. Бонафеде, Плешанов получил место заведующего Мозаическим отделением Академии.
Умер от тяжёлой болезни, начавшейся с ожирения сердца. Был похоронен на Тихвинском кладбище Александро-Невской лавры.

## Галерея

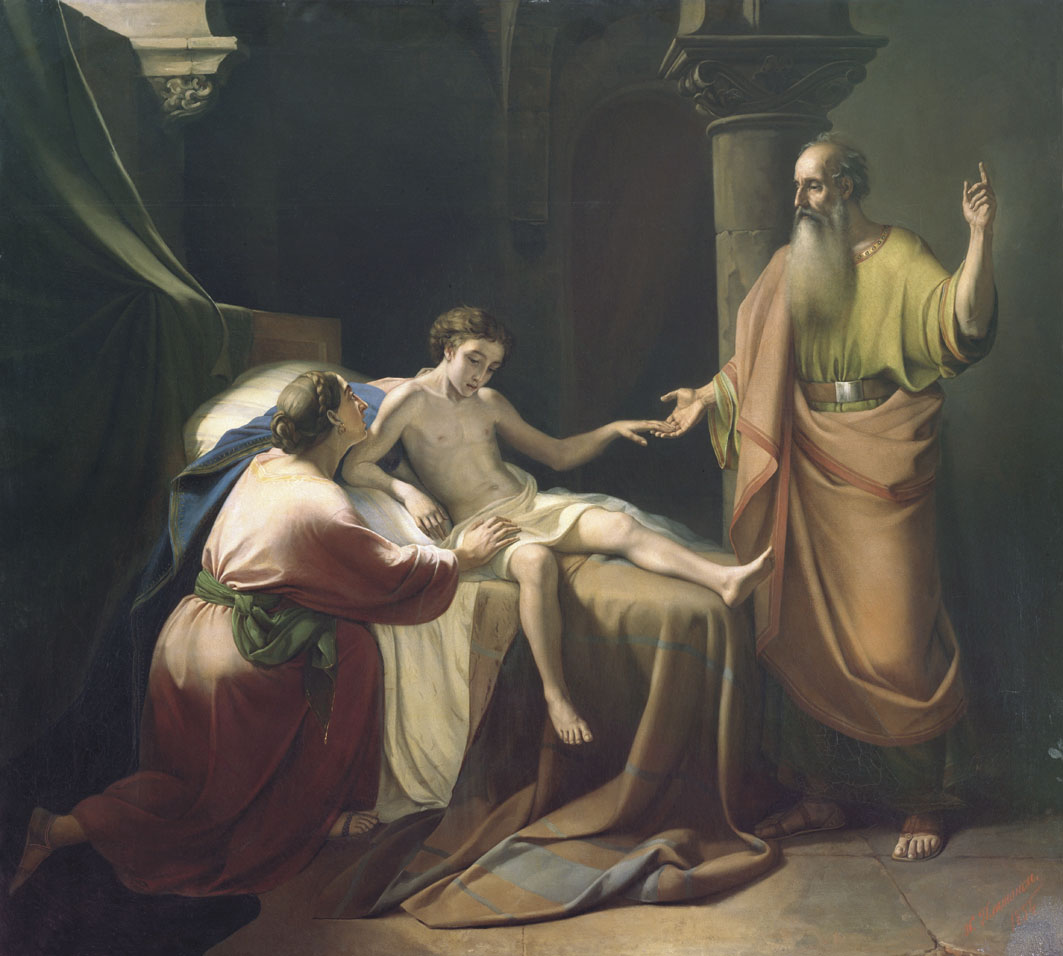
Святой пророк Елисей воскрешает сына вдовицы. 1854
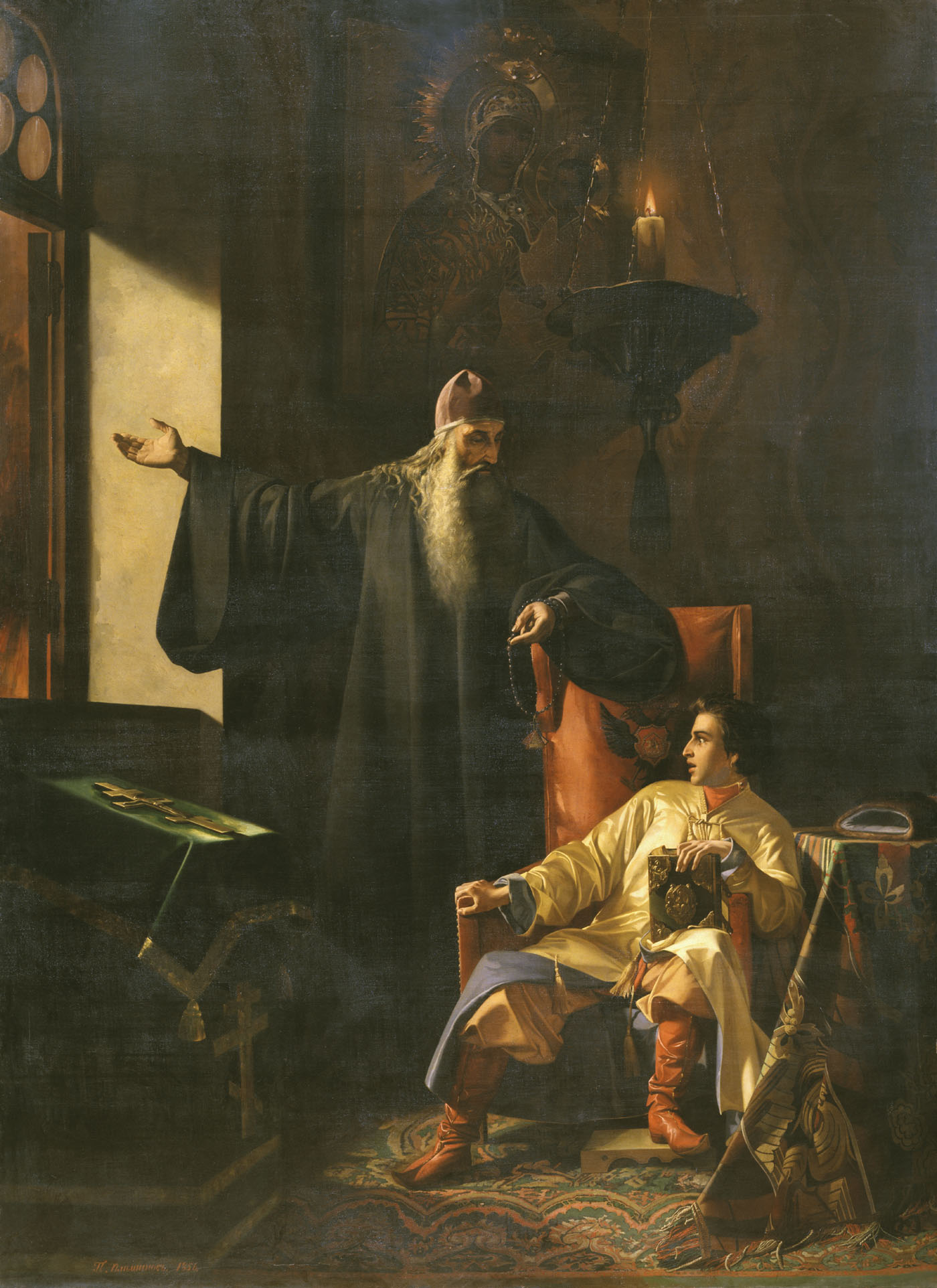
Царь Иоанн Грозный и иерей Сильвестр во время большого московского пожара 24 июня 1547 года. 1856
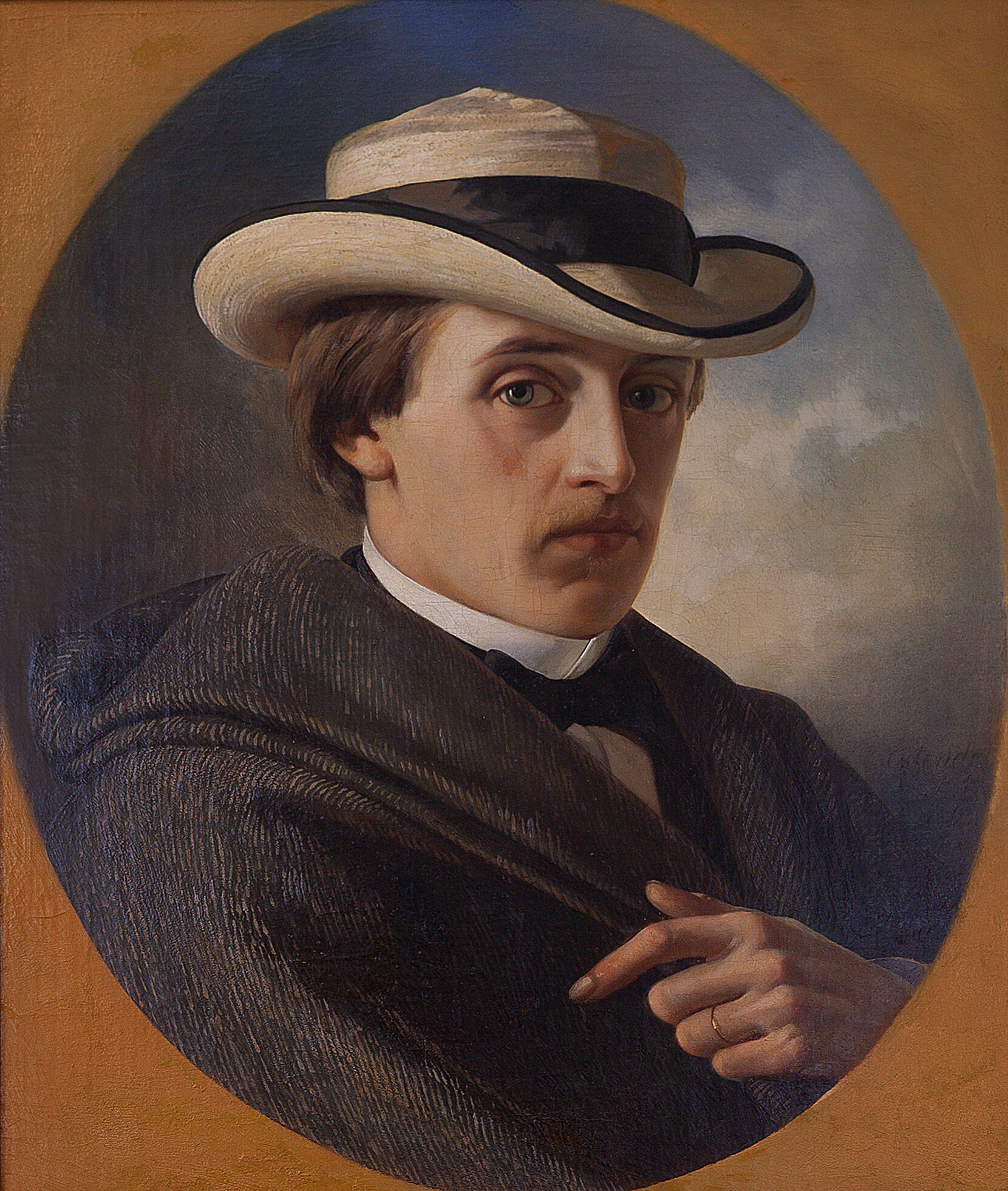
Автопортрет. 1863
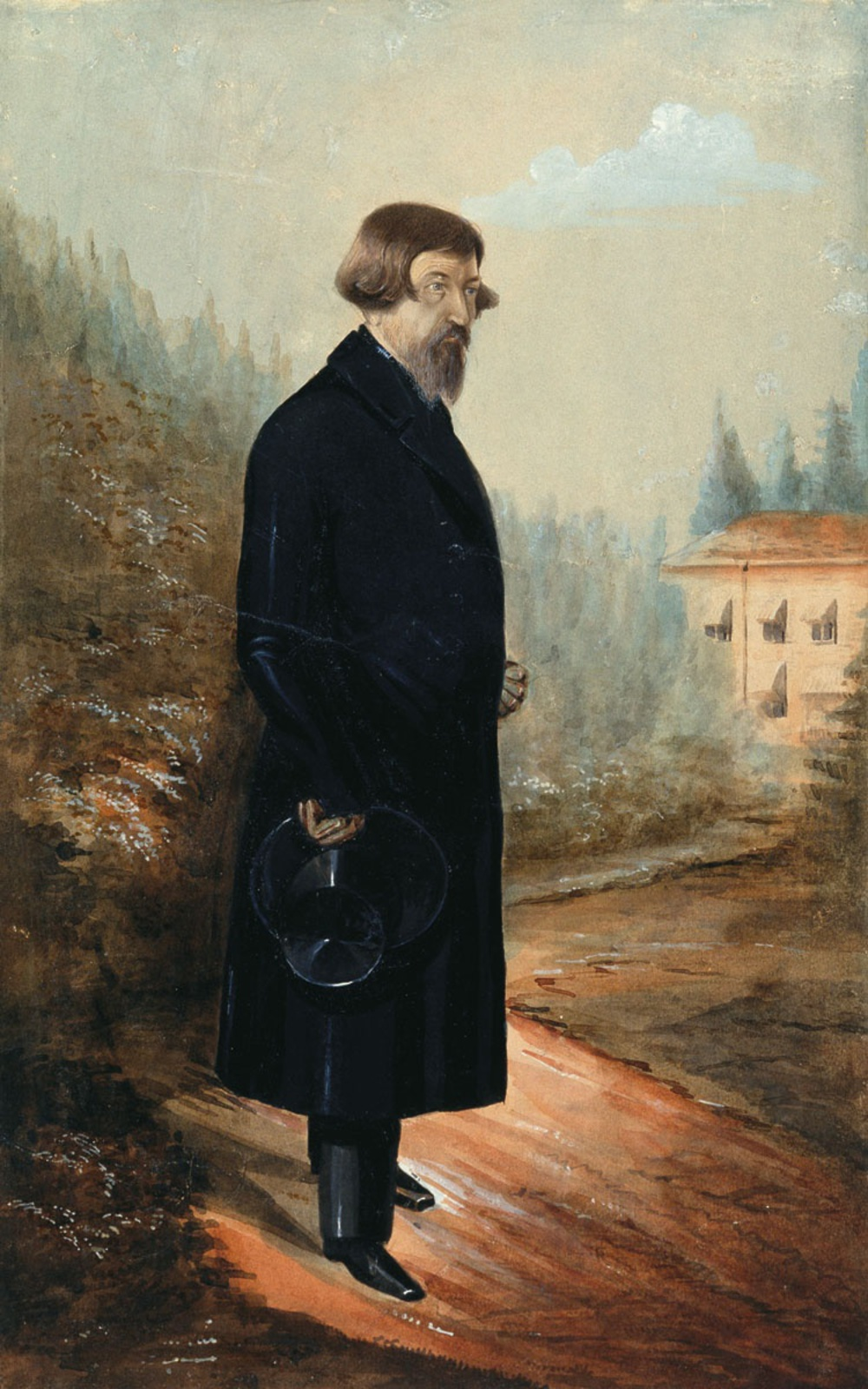
Портрет купца. 1865
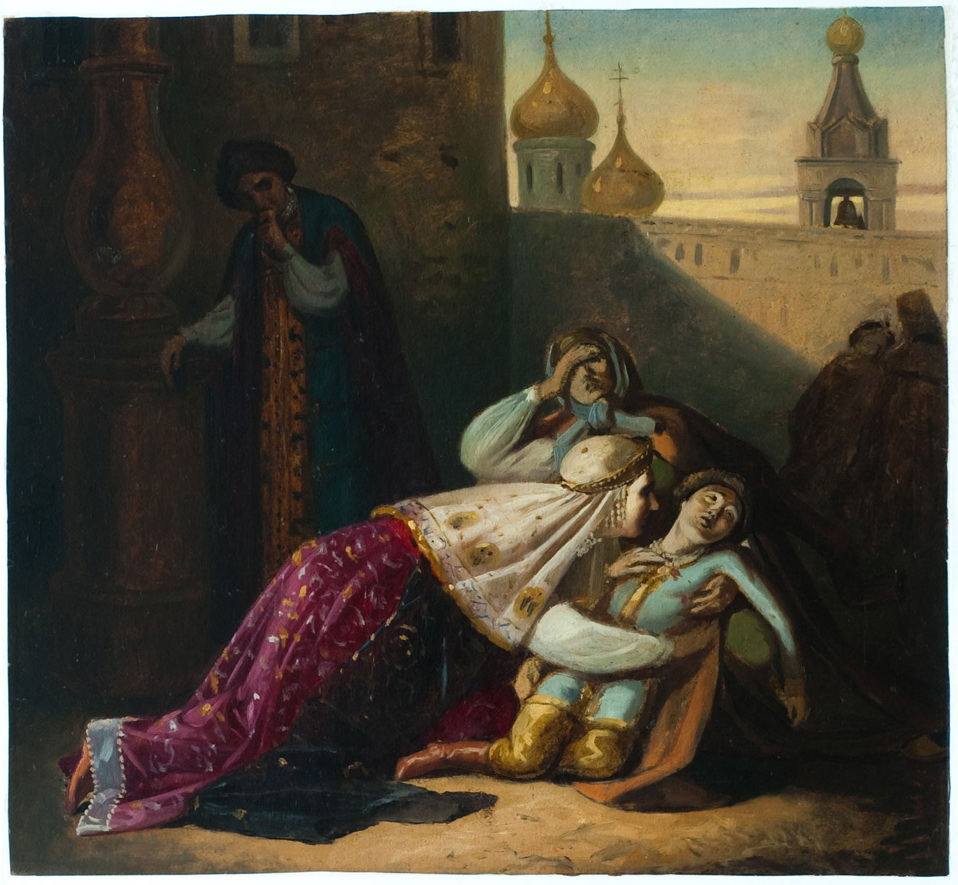
Убиение царевича Дмитрия в Угличе. 1860-е